# DM (álbum)
DM es el tercer álbum de estudio como solista de la cantante mexicana Dulce María. Su estreno mundial fue el 10 de marzo de 2017. Es el tercer álbum de Dulce María como solista con el sello de la compañía discográfica Universal Music Group. Fue producido por Ettore Grenci y Andrés Saavedra además de la presencia de Predikador como productor en el sencillo «Volvamos». Fue grabado en 2016 en Los Ángeles y la Ciudad de México. El título del álbum fue revelado el 16 de diciembre de 2016, por parte de Dulce María en un Facebook Live.
El primer sencillo oficial del álbum fue «No se llorar», lanzada el 29 de abril de 2016, recibiendo críticas positivas sobre la madurez del tema junto con la evolución vocal y musical de Dulce María en relación con su trabajo anterior. En México, la canción alcanzó la tercera posición en la lista "Hot Song Pop", y el décimo entre las canciones pop más tocadas de Monitor Latino. El segundo sencillo fue «Volvamos» a dueto con el cantante panameño Joey Montana, esta fue lanzado el 23 de septiembre de 2016. La canción fue compuesta por Joey Montana junto con Andrés Saavedra y producido por Predikador. El Sencillo alcanzó el primer puesto a través de iTunes Store en 13 países.
El 3 de marzo de 2017, una semana antes del lanzamiento del álbum, Dulce María lanzó el tercer sencillo representativo del álbum llamado «Rompecorazones», es una canción tipo balada con toques electrónicos. El tema fue escrito por ella misma junto con la colaboración de Andrés Saavedra y Mauricio Rengifo, Integrante del dúo colombiano Cali & El Dandee.

## Información del álbum
DM contiene 13 canciones, de las cuales aproximadamente la mitad se fueron lanzando periódicamente durante un poco más de un año antes de la publicación oficial del disco, ya fuese como sencillos oficiales o promocionales.
El 2 de febrero de 2016, Dulce María grabó la canción «Dejarte de amar», tema para la novela Corazón que miente  y más tarde fue la primera canción del álbum en ser confirmada. La canción fue escrita por Dulce Maríam junto a Paolo Tondo y Luis Alfredo Salazar, y producida por Andrés Saavedra. 
El 29 de abril, el primer sencillo del álbum «No sé llorar» fue liberado en las plataformas digitales, y fue compuesto por América Angélica Jiménez junto a Ximena Muñoz, y producido por Ettore Grenci. El 4 de julio Dulce finalmente entra en el estudio para grabar el álbum completo en Los Ángeles. 
El 18 de julio se grabó la última canción «Volvamos» a dueto con Joey Montana, canción que el cantante escribió especialmente para Dulce y que se transformó en el segundo sencillo oficial del disco.
El 2 de septiembre se liberó en plataformas digitales la canción «Un minuto sin dolor», compuesta por Andrés Torres, Julio Reyes y Alih Jey, provocando que el nuevo sencillo, que iba a salir el 10 de septiembre, se pospusiera. Ni Dulce María ni la producción hablaron acerca de eso. Días después Claro Música publicó un video en Twitter hablando de los comunicados de ese día, donde aparecía Dulce María presentando su nuevo sencillo "Presentimiento", pero no hubo ninguna aclaración por parte de Dulce María y luego se anunció que "Volvamos" sería el segundo sencillo y fue confirmado para el 23 de septiembre. La gran cantidad de títulos y fechas que se manejaron generó confusión en los fanes, llegando a pensar que efectivamente la canción "Presentimiento" iba a ser lanzada el día 10, pero que luego del lanzamiento repentino de "Un Minuto Sin Dolor" (que se cree fue una filtración indeseada), la disquera decidió aplazar el lanzamiento del sencillo para no tener tantas canciones en un intervalo de menos de una semana. 
«Al Otro Lado de la Lluvia» fue la quinta canción del disco en darse a conocer, la cual, como parte de una promoción de la marca de refrescos Pepsi, estuvo disponible para ser descargada de forma digital el 28 de octubre de 2017 únicamente para México. Pero su lanzamiento oficial para todo el mundo en las plataformas digitales fue el 9 de diciembre de 2017.
El 16 de diciembre de 2016 el álbum se entregó completo a Universal Music Group con la portada, la contraportada, el arte y los agradecimientos. Finalmente el álbum completo quedó con 13 temas.
La última canción que se pudo conocer antes del lanzamiento oficial de DM fue «Rompecorazones», tercer sencillo oficial del disco, y que fue lanzada el 3 de marzo de 2017 tanto en radio como en plataformas digitales. 
El 7 de julio de 2017, durante el "DM World Tour" en Madrid, Dulce María anunció en una entrevista a un diario español que próximamente estrenaría un videoclip promocional de la canción "Tal vez en Roma" como parte del cierre de la era "DM", que tendrá escenas de su visita a Roma y Madrid. 
En "DM", la canción «Hoy Te Entierro» es la continuación de la canción «Cementerio De Los Corazones Rotos» (que hizo parte del repertorio de álbum pasado de Dulce María "Sin Fronteras"). Por otro lado, la canción «Sin Ti Yo Estoy Muy Bien» es la versión en español de la canción «Better Off This Way» de la cantante argentina "Valeria Gastaldi", convirtiéndola en el único cover del álbum. 
Cuatro de las trece canciones del álbum fueron escritas por Dulce Maria las cuales son: "Dejarte de amar", "Al otro lado de la lluvia", "Cicatrices" y el tercer sencillo "Rompercorazones".

## Promoción

### Sencillos
- «No sé llorar»: Es el primer sencillo del álbum, lanzado el 29 de abril de 2016. La canción alcanzó la tercera posición en el chart "Hot Song Pop" ,[5] el décimo lugar entre las canciones pop más tocadas en Monitor Latino[6] e o quinto lugar no Billboard Spotify Viral 50.[7] En el chart anual de Monito Latino "No Se Llorar" estaba en la posición #47 entre las canciones más populares tocadas durante el año.[8] A música se posicionou em primeiro lugar no iTunes Brasil, Chile, Perú e Eslovênia.[9] El videoclip de la canción, fue grabado el 21 de marzo de 2016, fue dirigido por Francisco Álvarez (actual pareja de Dulce María) y producido por Rosa Torres, este tuvo su estreno exclusivo en el canal de Ritmoson Latino el 28 de abril de 2016, y se estrenó oficialmente el 29 de abril en la cuenta oficial de VEVO de Dulce María en YouTube, también se liberó en el portal digital de iTunes donde alcanzó el primer lugar en ventas en más de diez países. La producción sigue la línea dramática de la canción y muestra a Dulce escapando de una relación abusiva y tormentosa después de observar a otras personas en la misma situación de abuso por parte de su pareja.

- «Volvamos»: Es el segundo sencillo del álbum, fue lanzado el 23 de septiembre de 2016. Poco tiempo después de su lanzamiento en plataformas digitales, la canción fue un éxito instantáneo en iTunes, alcanzando la primera posición en trece países como: Colombia, Brasil, Chile, El Salvador, Perú, Eslovaquia, Eslovenia, Paraguay, Costa Rica, Argentina, Honduras, Panamá y Estados Unidos, convirtiéndose en la canción de un artista mexicano en lograr el mayor número de primeros puestos en iTunes.[10] En el Monitor Latino de México, la canción se posicionó en el pesto #7 en el género Pop (obteniendo por segunda vez esta posición después de que su sencillo Inevitable se posicionó también años atrás en el puesto #7),[11] 10º em Hot Songs,[12] el #10 Hot Songs[12] y el puesto #17 en audiencia.[13] También entró en el Monitor Latino de Ecuador,[14] alcanzando el 9º lugar en la categoría de género pop, también en Panamá, siendo el #8 en el peak del género Pop.[15] La canción también debutó en el chart Dzibeles de Guatemala, obteniendo el 78.º puesto.[16] Volvamos fue la canción #73 más tocada del año en el género Pop.[8] También entró en el chart mundial del Monitor en Ecuador, estableciéndose en el puesto #77[17] y también en Panamá, ocupando el #8 en la categoría Pop[18] y en el chart general el #76.[19] El 13 de septiembre grabó el videoclip de la canción en la Ciudad de México, también dirigido por Francisco Álvarez. El video musical se estrenó el 18 de octubre en el canal mexicano Ritmoson Latino y el 19 de octubre en la cuenta oficial de VEVO de Dulce María en YouTube. El video fue un éxito en la plataforma digital de iTunes en su lanzamiento, ya que alcanzó el primer lugar en 13 países.[20] En el videoclip Dulce María está en una habitación y Joey Montana está sentado en unas escaleras mientras los dos miran sus teléfonos esperando que se llamen, ya que la trama trata sobre una pareja que terminó su relación pero sienten que deberían volver. Más tarde se les ve juntos bajo la lluvia, donde cantan y bailan.[21]

- «Rompecorazones»: Es el tercer sencillo de este álbum el cual se dio a conocer una semana antes del estreno del disco. Fue lanzado en todas las plataformas digitales el 3 de marzo de 2017. Es una canción tipo balada con toques electrónicos, lo que hizo que en los fanes causara una gran expectativa para las canciones del resto del álbum, ya que el sonido de esta canción tiene un estilo muy actual. La canción fue escrita por ella misma junto con la colaboración de Andrés Torres, Julio Reyes y Mauricio Rengifo (integrante del dúo colombiano «Cali & El Dandee»).

#### Sencillos promocionales
- «Dejarte De Amar»: La canción fue lanzada el 24 de febrero de 2016. En un principio la canción era solamente para la novela Corazón Qué Miente, pero más tarde Dulce María confirmó que sería un bonus track para su tercer álbum. La canción se posiciona en el #1 en iTunes de Brasil, Ecuador y Honduras y en el Top 10 en otros siete países. La canción recibió una nominación en los Premios Juventud en la categoría "Canción Corta-Venas". El 12 de abril fue publicado el video lyric en la cuenta oficial de VEVO de Dulce María en Youtube.
- «Un Minuto Sin Dolor»: El 1 de septiembre de 2016 la canción se filtró en Internet y el 2 de septiembre la canción fue lanzada en plataformas digitales como single promocional. Incluso sin ser sencillo oficial la canción se llevó el primer lugar en iTunes de cinco países: Colombia, Brasil, Chile, Eslovenia y Eslovaquia. La canción fue la segunda más tocada en la radio "Velenje" de Eslovenia y se volvió viral en Spotify en más de 10 países.[22]
- «Al Otro Lado De La Lluvia»: El 28 de octubre de 2016, la compañía de gaseosa Pepsi México publicó exclusivamente en su Aplicación oficial la nueva canción, pero solo podía ser descargada si usabas los códigos que aparecían en las latas de gaseosa. El 17 de noviembre se liberó la canción en las plataformas digitales y alcanzó rápidamente el primer puesto en iTunes de Paraguay, Eslovenia y Brasil, pero algunas horas después la canción fue retirado de todas las plataformas y Dulce María no dio ninguna declaración. El 6 de diciembre se emitió a través de su Facebook Oficial que el 9 de diciembre la canción sería lanzada oficialmente en las plataformas digitales.[23][24]
- «Tal Vez En Roma»: El 7 de julio de 2017, Dulce María anunció (en medio de su "DM World Tour Madrid 2017") a un diario español en una sesión de preguntas y respuestas, que grabó un videoclip de cierre de la era "DM" de la canción "Tal Vez En Roma"; el video tendrá escenas de su concierto en Madrid, de su visita a Roma y muchas sorpresas especiales para los fanes.

## Lanzamiento
El álbum se terminó de grabar en el mes de junio de 2016 y fue totalmente remasterizado en el mes de agosto de este mismo año; el álbum había sido previsto inicialmente para ser lanzado en el mes de septiembre u octubre de 2016 pero fue retrasado para el mes de marzo de 2017 por decisión de la compañía discográfica. 
El álbum se estrenó el 10 de marzo en plataformas digitales a nivel mundial y en formato físico en México y España. Una semana después, el 17 de marzo, se estrenó en formato físico en Colombia y Brasil.
En iTunes, el álbum se posicionó en el top 10 de nueve países, Brasil, Colombia, Israel, Eslovenia, Chile, Eslovaquia, Argentina, México y España. En Amazon, estuvo en el primer lugar de los charts de España en "Productos del Momento" y "Best Seller in Latin Pop". En Estados Unidos, en el primer lugar en "Best Sellers in Latin Pop" y "New Releases in Latin Pop".

## Lista de canciones
| Edición estándar |                                         | |                                              |          |  |
| N.º              | Título                                  | Escritor(es)                                                                                                   | Productor(es)                                | Duración |  |
| 1.               | «Hoy te entierro»                       | Ximena Muñoz; Raquel Sofia; Orlando Vitto                                                                      | Ettore Grenci                                | 3:29     |  |
| 2.               | «Sin ti yo estoy muy bien»              | Ximena Muñoz; Orlando Vitto                                                                                    | Andrés Saavedra                              | 3:44     |  |
| 3.               | «Un minuto sin dolor»                   | Andrés Torres; Julio Reyes; Alih Jey; María Bernal; Karen Foyo                                                 | Ettore Grenci                                | 3:43     |  |
| 4.               | «Presentimiento»                        | Isaac Luque | Ettore Grenci                                | 3:59     |  |
| 5.               | «Invencible»                            | América Angelica Jiménez; Luigie Gonzales; Erika Ender; Michael Polk; Jey Alih                                 | Ettore Grenci                                | 2:58     |  |
| 6.               | «Tal vez en roma» (No Te Olvides De Mí) | Jose Hector Portilla Rodríguez; Hector Mena Escudero; Luis Miguel De La Isla Morfin; Efrain Jose Cerdeno Pérez | Andrés Saavedra                              | 3:21     |  |
| 7.               | «Cicatrices»                            | Dulce Maria; Michelle Blanc Álvarez; Luis Alfredo Salazar; Paolo Tondo; Javier Barreto; Hong Tat Tong          | Andrés Saavedra                              | 3:12     |  |
| 8.               | «Al otro lado de la lluvia»             | Dulce Maria; Andrés Saavedra; Yoel Henriquez                                                                   | Andrés Saavedra                              | 3:29     |  |
| 9.               | «Rompecorazones»                        | Dulce Maria; Andrés Torres; Julio Reyes; Mauricio Rengifo                                                      | Ettore Grenci                                | 3:48     |  |
| 10.              | «Volvamos» (con Joey Montana)           | Joey Montana; Andrés Saavedra                                                                                  | Victor Delgado "Predikador"; Andrés Saavedra | 3:33     |  |
| 11.              | «Despídete»                             | Dany Tomas; Cesar Miranda; Jesús Navarro                                                                       | Ettore Grenci                                | 3:28     |  |
| 12.              | «No Sé Llorar»                          | Ximena Muñoz; América Jiménez                                                                                  | Ettore Grenci                                | 3:32     |  |
| 13.              | «Dejarte De Amar»                       | Dulce María; Andrés Saavedra                                                                                   | Andrés Saavedra                              | 3:35     |  |
| 46:04            |                                         | |                                              |          |  |

## Videos musicales
| Año  | Canción                       | Director(a)       |
| ---- | ----------------------------- | ----------------- |
| 2016 | No sé llorar                  | Francisco Álvarez |
| 2016 | Volvamos (feat. Joey Montana) | Francisco Álvarez |
| 2017 | Rompecorazones                | Francisco Álvarez |
| 2017 | Tal Vez En Roma               | Francisco Álvarez |

## Tour
| Año  | Tour                   |
| ---- | ---------------------- |
| 2017 | Dulce Maria World Tour |

## Posicionamiento
| Listas (2017)                                    | Mejor posición |
| ------------------------------------------------ | -------------- |
| España (PROMUSICAE)                              | 40             |
| Estados Unidos (Billboard Latin Pop Album Sales) | 14             |
| México (AMPROFON) Top 100 álbumes                | 8              |
| México (AMPROFON) Top Español[cita requerida]    | 5              |

## Premios y nominaciones
| Año  | Premiación          | Categoría           | Canción/Álbum   | Resultado |
| ---- | ------------------- | ------------------- | --------------- | --------- |
| 2016 | Premios Juventud    | Canción Corta-Venas | Dejarte De Amar | Nominada  |
| 2017 | Young Awards México | Disco Preferido     | DM              | Nominada  |

## Fechas de lanzamiento
| País     | Fecha               | Formato                     | Discográfica    |
| -------- | ------------------- | --------------------------- | --------------- |
| Mundo    | 10 de marzo de 2017 | Download digital, Streaming | Universal Music |
| México   | 10 de marzo de 2017 | CD                          | Universal Music |
| España   | 10 de marzo de 2017 | CD                          | Universal Music |
| Colombia | 17 de marzo de 2017 | CD                          | Universal Music |
| Brasil   | 17 de marzo de 2017 | CD                          | Universal Music |